# 韋爾達城 (密蘇里州)
韋爾達城（英語：Velda City）是位於美國密蘇里州聖路易斯縣的城市。

## 人口
根據2020年美國人口普查的數據，韋爾達城的面積為0.42平方千米，皆為陸地。當地共有人口1188人，而人口密度為每平方千米2,829人。